# Neal Morse
Neal Morse (Van Nuys, Californië, 2 augustus 1960) is een Amerikaanse zanger en multi-instrumentalist die vooral progressieve rock maakt. Sinds 2003 maakt hij vooral albums met christelijke thema's.

## Biografie
Voor zijn succes in de progressieve rock was Morse een muzikant die veel speelde in cafés. Hij hoopte op een solocarrière in de popmuziek als singer-songwriter, maar eigenlijk was dat niet de muziek waarvan hij werkelijk hield. Op zeker moment hakte hij de knoop door en besloot hij progressieve rock te gaan maken samen met zijn broer Alan Morse. Dit groeide uit tot de band Spock's Beard. Spocks Beard groeide in de jaren negentig snel uit tot een van de prominente bands in het genre. Ook is Morse als zanger-toetsenist-gitarist-componist een van de drijvende krachten achter de bands Transatlantic, die hij vormt samen met  gitarist Roine Stolt (The Flower Kings), drummer Mike Portnoy (Dream Theater) en bassist Pete Trewavas (Marillion) en Flying Colors, met Mike Portnoy, Steve Morse, Dave LaRue en Casey McPherson.
Dankzij het succes van Spock's Beard in de progressieve scene, werd Morse gevraagd als gastmuzikant in andere progressieve bands en projecten. Zo is hij onder andere te horen op het album Universal Migrator Part 1: The Dream Sequencer van Ayreon.
Na de opnamen van het zesde Spock's Beard-album Snow in 2002 besloot Morse de band te verlaten vanwege zijn bekering tot het christendom. Velen dachten dat dit het einde was van zijn muzikale carrière, maar een jaar later kwam hij met een soloalbum, Testimony. Het dubbelalbum (120 min.), waarop Morse veel instrumenten zelf inspeelde, vertelt zijn bekeringsverhaal.
De in popzaal 013, Tilburg, opgenomen dvd Testimony Live geeft een weergave van de concertreeks die Morse met Testimony verzorgde. 
De negen man tellende band bestond bij deze tournee naast Morse uit onder meer Mike Portnoy op drums en Randy George (Ajalon) op bas.
In 2004 werd het album One uitgebracht, met hierop ook Mike Portnoy en Randy George. Dit conceptalbum vertelt het verhaal van de mens die na de schepping een keus tegen God maakt. Hij gaat zijn eigen weg maar belandt in ledigheid en bemerkt dat God hem verlaten heeft. Dan keert hij terug en wordt herenigd met God, de Father of Forgiveness.
Morse bleef productief, want een jaar later verschenen de albums God Won't Give Up (met kortere nummers uit 1998 die nog niet uitgebracht waren) en het conceptalbum ?. Dit laatste album gaat voornamelijk over de tabernakel, de tempel in het Oude Testament en de 'levende tempel' die de christen zelf is.
In 2006 maakte Morse een Europese tournee met een band die uit Nederlandse sessiemuzikanten bestond, te weten: Collin Leijenaar op drums, Elisa Krijgsman op gitaar, Wilco van Esschoten op de bas en Henk Doest op keyboards. Jessica Koomen nam de achtergrondzangpartij voor haar rekening. Van het optreden dat de band in Berlijn gaf, werden opnamen gemaakt. In 2007 verscheen het album ? Live met daarop de live-vertolking van het gehele ?-album. Op cd 2 staan nummers van het album One en een medley met nummers van Spock's Beard en Transatlantic.
Ook bracht Morse in 2007 twee studioalbums uit, Songs from the Highway en Sola Scriptura. Het onderwerp van Sola Scriptura is de persoon Maarten Luther en zijn strijd tegen de vermeende dwalingen van de Rooms-Katholieke Kerk. Op het album staan slechts vier nummers, die samen echter wel goed zijn voor bijna 80 minuten muziek. In dit opzicht lijkt de indeling van het album daarom op het Transatlantic-album Bridge Across Forever, dat ook uit vier nummers bestaat. Op Songs from the Highway staan folkachtige nummers, waarmee Morse zich van een andere kant laat zien.
In 2007 toerde Morse opnieuw met zijn 'Nederlandse band', zij het in een iets gewijzigde bezetting: gitaarvirtuoos Paul Bielatovicz (Carl Palmer Band) verving Elisa Krijgsman, die verhinderd was. Van het drie uur durende optreden in Cultuurpodium Boerderij in Zoetermeer werd de dubbel-dvd Sola Scriptura and Beyond gemaakt.
Ook in de zomer van 2008 speelde Morse met zijn 'Nederlandse band' in Europa. Paul Bielatovicz kwam opnieuw ingevlogen als vervanger van Elisa Krijgsman. De band stond op de planken in De Kei in Ede (try-out) en op het Loreley Festival in Duitsland. Het publiek bij deze optredens kreeg een primeur: Morse en band speelden materiaal van het nieuwe album Lifeline, dat op 30 september uitkwam.
Lifeline, Morses vijfde soloalbum, is in tegenstelling tot zijn voorgangers geen conceptalbum.
De live-cd getiteld So Many Roads bestaat uit opnamen van concerten opgenomen tijdens de Europese tournee van Morse met zijn Nederlandse band bestaande uit Collin Leijenaar, Elisa Krijgsman, Jessica Koomen, Wilco van Esschoten en Henk Doest en bevat nummers van het album Lifeline en Spock's Beard en Transatlantic.

## Optredens in Europa
In januari en februari van 2005 toerde Morse met zijn gezin door Duitsland, Engeland, België en Nederland om daar enkele akoestische optredens te geven. De optredens in Nederland vonden plaats in Ede, Utrecht, Gouda, Amersfoort, Leerdam, Beekbergen en Goes. Hij speelde nummers van de albums Testimony en One. Tussen de nummers vertelde hij over zijn geloof en hoe hij de persoon geworden was die hij was.
In de winter van 2006 kwam Morse wederom met zijn gezin naar Europa om akoestische optredens te geven in kerken en openbare gelegenheden. Tijdens deze tournee werd hij bijgestaan door percussionist-saxofonist-zanger Mark Lenniger (speelde ook op de dvd Testimony), Collin Leijenaar op percussie en drums en Wilco van Esschoten op bas.
Dit was niet de enige tournee in 2006, want in de zomer toerde hij weer door Europa. Ditmaal niet akoestisch, maar met een volledige band.
Voorafgaand aan de tournee was Morse nog te gast voor een optreden in het AVRO-programma Schiffers.fm (Radio 2). De gespeelde nummers waren akoestische versies van Cradle to the Grave en Help me|Spirit and the Flesh, beide van het album One.
Tijdens deze tournee werd naast nummers van One en het Spock's Beard-album Snow het album ? in zijn geheel gespeeld. De begeleidingsband van Morse bestond tijdens deze tournee volledig uit Nederlandse muzikanten.
In de lente van 2007 was er een korte tournee (met band) met onder meer optredens in Zoetermeer, Veenendaal en Londen. Van de show in Zoetermeer werden dvd-opnamen gemaakt.
Ook in de winter van 2007 en 2008 kwam Morse met zijn familie naar Europa. Net als in voorgaande jaren stond deze tournee in het licht van zijn reeds uitgebrachte albums, maar in 2007 werd ook vooruitgeblikt naar het nog te verschijnen album Sola Scriptura. Hij bezocht hierbij in Nederland onder meer Leiden, Ede en Utrecht.
In 2009 trad Morse op het hoofdpodium en in de 'Subyard' van het Flevo Festival op.

## The Neal Morse band
- Neal Morse
- Mike Portnoy - drums, zang, arrangementen
- Randy George - bas, arrangementen
- Bill Hubauer - keyboards
- Eric Gillette - gitaar, keyboards

Morse zingt en speelt gitaar, piano, keyboard, hammondorgel, synthesizer en mellotron en is daarnaast ook producer.
Portnoy en Morse kennen elkaar door de optredens van Spock's Beard in het voorprogramma van Dream Theater (Metropolis Tour, 2000); daarop volgde hun muzikale samenwerking in Transatlantic.
Vanaf het begin van Morses solocarrière na zijn vertrek bij Spock's Beard zit Portnoy achter het drumstel. Hij was ook de drummer tijdens de Testimony-tournee. De bassist tijdens deze tournee was Randy George (op het album speelt Morse zelf basgitaar). Op de albums die volgden waren beide telkens vertegenwoordigd.
Portnoy en George worden hierdoor gezien als twee vaste bandleden van The Neal Morse band.
In zijn muziek maakt Morse ook gebruik van instrumenten als viool, cello, hoorn, saxofoon, trompet en percussie. Deze worden ingespeeld door (vaak dezelfde) gastmuzikanten. In zijn latere werk maakt hij ook meer gebruik van het vollere geluid van een koor in plaats van achtergrondzang.

## Discografie

### Albums
| Album met eventuele hitnotering(en) in de Nederlandse Album Top 100 | Datum van verschijnen | Datum van binnenkomst | Hoogste positie | Aantal weken | Opmerkingen                          |
| ------------------------------------------------------------------- | --------------------- | --------------------- | --------------- | ------------ | ------------------------------------ |
| Neal Morse                                                          | 1999                  | -                     |                 |              |                                      |
| Merry Christmas from the Morse family                               | 2000                  | -                     |                 |              |                                      |
| It's not too late                                                   | 2002                  | -                     |                 |              |                                      |
| Testimony                                                           | 2003                  | -                     |                 |              |                                      |
| One                                                                 | 2004                  | -                     |                 |              |                                      |
| God won't give up                                                   | 2005                  | -                     |                 |              |                                      |
| Lead me Lord (Worship sessions volume I)                            | 2005                  | -                     |                 |              |                                      |
| ?                                                                   | 2005                  | -                     |                 |              |                                      |
| Send the fire (Worship sessions volume 2)                           | 2006                  | -                     |                 |              |                                      |
| Cover to cover                                                      | 2006                  | -                     |                 |              | Coveralbum                           |
| Sola scriptura                                                      | 2007                  | 03-03-2007            | 62              | 1            |                                      |
| Songs from the highway                                              | 2007                  | -                     |                 |              |                                      |
| ? Live                                                              | 2007                  | -                     |                 |              | Livealbum                            |
| Secret place (Worship sessions Volume 3)                            | 2008                  | -                     |                 |              |                                      |
| Lifeline                                                            | 26-09-2008            | 25-10-2008            | 76              | 1            |                                      |
| The river (Worship sessions Volume 4)                               | 2009                  | -                     |                 |              |                                      |
| So many roads (Live in Europe)                                      | 2009                  | -                     |                 |              | Livealbum, 3-dubbel-cd               |
| Mighty to save (Worship sessions Volume 5)                          | 2010                  | -                     |                 |              |                                      |
| Testimony two                                                       | 20-05-2011            | 28-05-2011            | 67              | 1            | Dubbel-cd                            |
| Testimony 2 - Live in Los Angeles                                   | 25-11-2011            | -                     |                 |              | Livealbum, 3 cd's + 2 dvd's          |
| Momentum                                                            | 11-09-2012            | 15-09-2012            | 51              | 1            |                                      |
| Live momentum                                                       | 2013                  | 23-02-2013            | 91              | 1            |                                      |
| Songs From November                                                 | 18-08-2014            | -                     |                 |              |                                      |
| The Grand Experiment                                                | 10-02-2015            | 21-02-2015            | 26              | 3            |                                      |
| Morsefest! 2014                                                     | 2015                  | -                     |                 |              | Livealbum, 4 cd's + 2 dvd's          |
| The Similitude of a Dream                                           | 2016                  | 19-11-2016            | 49              | 1            | Dubbel-cd                            |
| The Great Adventure                                                 | 2019                  | 02-02-2019            | 36              | 1            | Dubbel-cd                            |
| Jesus Christ The Exorcist                                           | 2019                  | 22-06-2019            | 100             | 1            | Dubbel-cd                            |
| Sola Gratia                                                         | 2020                  |                       |                 |              |                                      |
| Innocence & Danger                                                  | 2021                  |                       |                 |              |                                      |
| Troika                                                              | 2022                  |                       |                 |              | met Nick D'Virgilio en Ross Jennings |
| Sophomore                                                           | 2023                  |                       |                 |              | met Nick D'Virgilio en Ross Jennings |

### Dvd's
| Dvd's met hitnoteringen in de Nederlandse Music Top 30 | Datum van verschijnen | Datum van binnenkomst | Hoogste positie | Aantal weken | Opmerkingen             |
| ------------------------------------------------------ | --------------------- | --------------------- | --------------- | ------------ | ----------------------- |
| Sola Scriptura & Beyond                                | 2008                  | 19-07-2008            | 24              | 1            | Dubbel-dvd              |
| Morsefest! 2014                                        | 2015                  | 29-08-2015            | 4               | 4            |                         |
| Alive again                                            | 2016                  | 20-08-2016            | 28              | 1            | als The Neal Morse Band |
| Morsefest! 2015                                        | 2017                  | 01-04-2017            | 4               | 4            |                         |